# Road Trip's Over
Road Trip's Over – polski zespół rockowy założony w połowie 2004 roku w Szczecinie, stworzyło go trzech muzyków związanych już wcześniej z kilkoma Szczecińskimi formacjami punkowymi tj. The Analogs czy Anti Dread. Ich muzyka wywodzi się z melodyjnego pop punka, emo i rocka alternatywnego. Zespół wykonuje swoje utwory w języku angielskim oraz polskim. Do ich większych osiągnięć należy zdobycie pierwszej nagrody podczas ogólnokrajowego festiwalu rockowego "Generacja" w Koszalinie w 2004 roku oraz koncert na żywo w Polskim Radio Szczecin S.A. w 2006 roku. We wrześniu tego samego roku zespół wydał w wytwórni Jimmy Jazz Records swój pierwszy studyjny album – Romance on the Phone. Do piosenek powstały także teledyski, emitowane w ogólnopolskiej telewizji 4fun TV.

## Skład zespołu
- Maciej Kiersznicki - gitara, wokal
- Konrad Słoka - gitara basowa, fortepian, teksty
- Kacper Kosiński - perkusja
- Marcin Tyszkiewicz - gościnnie na płycie Po drugiej stronie lustra gitara, instrumenty klawiszowe

## Dyskografia

### Albumy studyjne
- Romance on the Phone (2006)
- Po drugiej stronie lustra (2008)

### Inne
- Road Trip's Over (2004, demo)
- Prowadź mnie ulico vol. 3 (kompilacja, utwór Burning City Lights)
- Street Rockers Volume One (2007, kompilacja, utwory Płetwal oraz Pasztet)